# لوليتا دافيدوفيتش
لوليتا دافيدوفيتش (بالإنجليزية: Lolita Davidovich)‏ (و. 1961  م) هي ممثلة أفلام كندية، ولدت في لندن.
.

## وصلات خارجية
- لوليتا دافيدوفيتش على موقع IMDb (الإنجليزية)
- لوليتا دافيدوفيتش على موقع ألو سيني (الفرنسية)
- لوليتا دافيدوفيتش على موقع أول موفي (الإنجليزية)
- لوليتا دافيدوفيتش على موقع قاعدة بيانات الأفلام السويدية (السويدية)
- لوليتا دافيدوفيتش على موقع إن إن دي بي (الإنجليزية)
- لوليتا دافيدوفيتش على موقع قاعدة بيانات الفيلم (الإنجليزية)
- لوليتا دافيدوفيتش على موقع كينوبويسك (الروسية)